# Canton de Lourdes-1
Le canton de Lourdes-1 est une circonscription électorale française du département des Hautes-Pyrénées.

## Histoire
Un nouveau découpage territorial des Hautes-Pyrénées entre en vigueur à l'occasion des élections départementales de 2015. Il est défini par le décret du 25 février 2014, en application des lois du 17 mai 2013 (loi organique 2013-402 et loi 2013-403). Les conseillers départementaux sont, à compter de ces élections, élus au scrutin majoritaire binominal mixte. Les électeurs de chaque canton élisent au Conseil départemental, nouvelle appellation du Conseil général, deux membres de sexe différent, qui se présentent en binôme de candidats. Est élu en même temps un binôme de remplaçants. Le remplaçant ne siègera que si son titulaire ne le peut plus (démission ou décès par exemple). Les conseillers départementaux sont élus pour 6 ans au scrutin binominal majoritaire à deux tours, l'accès au second tour nécessitant 12,5 % des inscrits au 1er tour. En outre la totalité des conseillers départementaux est renouvelée. Ce nouveau mode de scrutin nécessite un redécoupage des cantons dont le nombre est divisé par deux avec arrondi à l'unité impaire supérieure si ce nombre n'est pas entier impair, assorti de conditions de seuils minimaux. Dans les Hautes-Pyrénées, le nombre de cantons passe ainsi de 34 à 17.
Le canton de Lourdes-1 est formé de communes des anciens cantons de Lourdes-Ouest (7 communes) et de Saint-Pé-de-Bigorre (4 communes) et d'une fraction de la commune de Lourdes. Il est entièrement inclus dans l'arrondissement d'Argelès-Gazost. Le bureau centralisateur est situé à Lourdes.

## Représentation
| Période élective | Période élective | Mandat | Mandat   | Identité        | Nuance | Nuance | Qualité |
| ---------------- | ---------------- | ------ | -------- | --------------- | ------ | ------ | --- |
| 2015             | 2021             | 2015   | 2021     | Adeline Ayela   |        | DVD    | Infirmière, adjointe au maire de Bartrès                                                                                       |
| 2015             | 2021             | 2015   | 2021     | José Marthe     |        | DVD    | Ancien conseiller régional Ancien adjoint au maire de Lourdes Ancien conseiller général du canton de Lourdes-Ouest (1976-2015) |
| 2021             | 2028             | 2021   | en cours | Evelyne Laborde |        | DVG    | Maire d'Omex |
| 2021             | 2028             | 2021   | en cours | Thierry Lavit   |        | DVG    | Maire de Lourdes, 8ème Vice-Président du conseil départemental                                                                 |

### Résultats détaillés

#### Élections de mars 2015
À l'issue du 1er tour des élections départementales de 2015, deux binômes sont en ballottage : Adeline Ayela et José Marthe (DVD, 42,86 %) et Madeleine Navarro et Philippe Subercazes (DVG, 27,86 %). Le taux de participation est de 52,38 % (5 263 votants sur 10 047 inscrits) contre 54,65 % au niveau départemental et 50,17 % au niveau national.
Au second tour, Adeline Ayela et José Marthe (DVD) sont élus avec 61,08 % des suffrages exprimés et un taux de participation de 52,96 % (2 913 voix pour 5 321 votants et 10 047 inscrits).

#### Élections de juin 2021
Le premier tour des élections départementales de 2021 est marqué par un très faible taux de participation (33,26 % au niveau national). Dans le canton de Lourdes-1, ce taux de participation est de 38,74 % (3 651 votants sur 9 424 inscrits) contre 39,47 % au niveau départemental. À l'issue de ce premier tour, deux binômes sont en ballottage : Evelyne Laborde et Thierry Lavit (Divers, 53,54 %) et Adeline Ayela et Christophe Jean-Louis (DVD, 30,94 %).
Le second tour des élections est marqué une nouvelle fois par une abstention massive équivalente au premier tour. Les taux de participation sont de 34,36 % au niveau national, 39,92 % dans le département et 41,51 % dans le canton de Lourdes-1. Evelyne Laborde et Thierry Lavit (Divers) sont élus avec 61,42 % des suffrages exprimés (2 202 voix pour 3 913 votants et 9 426 inscrits),,.

## Composition
| Nom                             | Code Insee | Intercommunalité           | Superficie (km2) | Population (dernière pop. légale)               | Densité (hab./km2) | Modifier                                    |
| ------------------------------- | ---------- | -------------------------- | ---------------- | ----------------------------------------------- | ------------------ | ------------------------------------------- |
| Lourdes (bureau centralisateur) | 65286      | CA Tarbes-Lourdes-Pyrénées | 36,94            | Fraction : 6 731 (2022) Commune : 13 266 (2022) | 359                | modifier les données · modifier les données |
| Aspin-en-Lavedan                | 65040      | CA Tarbes-Lourdes-Pyrénées | 1,77             | 301 (2022)                                      | 170                | modifier les données · modifier les données |
| Barlest                         | 65065      | CA Tarbes-Lourdes-Pyrénées | 4,02             | 320 (2022)                                      | 80                 | modifier les données · modifier les données |
| Bartrès                         | 65070      | CA Tarbes-Lourdes-Pyrénées | 7,31             | 510 (2022)                                      | 70                 | modifier les données · modifier les données |
| Loubajac                        | 65280      | CA Tarbes-Lourdes-Pyrénées | 6,55             | 435 (2022)                                      | 66                 | modifier les données · modifier les données |
| Omex                            | 65334      | CA Tarbes-Lourdes-Pyrénées | 5,53             | 222 (2022)                                      | 40                 | modifier les données · modifier les données |
| Ossen                           | 65343      | CA Tarbes-Lourdes-Pyrénées | 6,91             | 233 (2022)                                      | 34                 | modifier les données · modifier les données |
| Peyrouse                        | 65360      | CA Tarbes-Lourdes-Pyrénées | 4,80             | 274 (2022)                                      | 57                 | modifier les données · modifier les données |
| Poueyferré                      | 65366      | CA Tarbes-Lourdes-Pyrénées | 6,20             | 830 (2022)                                      | 134                | modifier les données · modifier les données |
| Saint-Pé-de-Bigorre             | 65395      | CA Tarbes-Lourdes-Pyrénées | 43,44            | 1 150 (2022)                                    | 26                 | modifier les données · modifier les données |
| Ségus                           | 65415      | CA Tarbes-Lourdes-Pyrénées | 10,72            | 259 (2022)                                      | 24                 | modifier les données · modifier les données |
| Viger                           | 65470      | CA Tarbes-Lourdes-Pyrénées | 3,37             | 143 (2022)                                      | 42                 | modifier les données · modifier les données |
| Canton de Lourdes-1             | 6505       |                            |                  | 11 408 (2022)                                   |                    | modifier les données                        |

Le canton de Lourdes-1 comprend :
1. onze communes entières,
2. la partie de la commune de Lourdes située à l'ouest d'une ligne définie par l'axe des voies et limites suivantes : depuis la limite territoriale de la commune de Julos, route de Julos (départementale 95), ligne de chemin de fer de Toulouse à Bayonne, section de droite dans le prolongement Nord et Sud de la rue Philadelphe-de-Gerde (cette rue étant incluse), boulevard du Lapacca, rue de Langelle, rue Mermoz, rue de Bagnères, place Marcadal, rue de la Grotte, rue du Garnavie, rue petite du Garnavie, rue Rouy, petite rue Rouy, boulevard Roger-Cazenave, boulevard du Gave, boulevard Georges-Dupierris, boulevard Soum-de-Lanne, ligne droite se prolongeant jusqu'au cours du gave de Pau, cours du gave de Pau et du canal alimentant l'usine électrique de Latour, jusqu'à la limite territoriale de la commune d'Aspin-en-Lavedan.

## Démographie
En 2022, le canton comptait 11 408 habitants, en évolution de −3,16 % par rapport à 2016 (Hautes-Pyrénées : +1,59 %, France hors Mayotte : +2,11 %).
| 2013   | 2018   | 2022   |
| ------ | ------ | ------ |
| 12 002 | 11 563 | 11 408 |